# Liste der Kulturdenkmale in Sankt Margarethen (Holstein)
In der Liste der Kulturdenkmale in Sankt Margarethen sind alle Kulturdenkmale der schleswig-holsteinischen Gemeinde Sankt Margarethen (Holstein) (Kreis Steinburg) aufgelistet (Stand: 10. März 2025).

## Legende
In den Spalten befinden sich folgende Informationen:
- Objekt-ID: die Nummer des Kulturdenkmales
- Lage: die Adresse des Kulturdenkmales und die geographischen Koordinaten. Kartenansicht, um Koordinaten zu setzen. In der Kartenansicht sind Kulturdenkmale ohne Koordinaten mit einem roten Marker dargestellt und können in der Karte gesetzt werden. Kulturdenkmale ohne Bild sind mit einem blauen Marker gekennzeichnet, Kulturdenkmale mit Bild mit einem grünen Marker.
- Offizielle Bezeichnung: Bezeichnung des Kulturdenkmales
- Beschreibung: die Beschreibung des Kulturdenkmales
- Bild: ein Bild des Kulturdenkmales

## Sachgesamtheiten
| Objekt-ID      | Lage                                      | Offizielle Bezeichnung                 | Beschreibung | Bild                             |
| -------------- | ----------------------------------------- | -------------------------------------- | --- | -------------------------------- |
| 41056 Wikidata | Hauptstraße (53° 53′ 27″ N, 9° 15′ 22″ O) | Sachgesamtheit: Kirche St. Margarethen | Aktualisierung vorgesehen - Begründung: geschichtlich, künstlerisch, städtebaulich, Kulturlandschaft prägend - Schutzumfang: Kirche St. Margarethen mit Ausstattung, Glockenturm, Kirchhof, Grabmale bis 1870, Lindenkranz | weitere Fotos \| Fotos hochladen |

## Bauliche Anlagen
| Objekt-ID     | Lage                                        | Offizielle Bezeichnung                                    | Beschreibung | Bild                             |
| ------------- | ------------------------------------------- | --------------------------------------------------------- | --- | -------------------------------- |
| 5114 Wikidata | Hauptstraße (53° 53′ 27″ N, 9° 15′ 22″ O)   | Kirche St. Margarethen mit Ausstattung                    | Alteintragung (Aktualisierung vorgesehen) - Begründung: geschichtlich, künstlerisch, städtebaulich - Schutzumfang: Kirche St. Margarethen mit Ausstattung, Glockenturm - Denkmaltyp: Bauliche Anlage, Sachgesamtheit: Kirche St. Margarethen | weitere Fotos \| Fotos hochladen |
| 3676 Wikidata | Poststraße 11 (53° 53′ 27″ N, 9° 15′ 19″ O) | Dolling Huus: Gemeinschaftshaus, ehemalige Gastwirtschaft | Alteintragung (Aktualisierung vorgesehen) - Begründung: Alteintragung (Aktualisierung vorgesehen) - Schutzumfang: Alteintragung (Aktualisierung vorgesehen) - Denkmaltyp: Bauliche Anlage                                                    | weitere Fotos \| Fotos hochladen |

## Gründenkmale
| Objekt-ID      | Lage                                      | Offizielle Bezeichnung | Beschreibung | Bild            |
| -------------- | ----------------------------------------- | ---------------------- | --- | --------------- |
| 19696 Wikidata | Hauptstraße (53° 53′ 28″ N, 9° 15′ 23″ O) | Kirchhof               | Alteintragung (Aktualisierung vorgesehen) - Begründung: geschichtlich, Kulturlandschaft prägend - Schutzumfang: Kirchhof, Grabmale bis 1870, Lindenkranz - Denkmaltyp: Gründenkmal, Sachgesamtheit: Kirche St. Margarethen | Fotos hochladen |

## Quelle
- Liste der Kulturdenkmale in Schleswig-Holstein – Kreis Steinburg

- Karte mit allen Koordinaten:
- OSM |
- WikiMap